# Myrmotherula longicauda
A Myrmotherula longicauda a madarak osztályának verébalakúak (Passeriformes) rendjébe és a hangyászmadárfélék (Thamnophilidae) családjába tartozó faj.

## Rendszerezése
A fajt Hans von Berlepsch és Jan Sztolcman írták le 1894-ben.

## Alfajai
- Myrmotherula longicauda australis Chapman, 1923
- Myrmotherula longicauda longicauda Berlepsch & Stolzmann, 1894
- Myrmotherula longicauda pseudoaustralis Gyldenstolpe, 1930
- Myrmotherula longicauda soderstromi Gyldenstolpe, 1930[2]

## Előfordulása
Dél-Amerikában, az Andok keleti lejtőin, Bolívia, Kolumbia, Ecuador és Peru területein honos. Természetes élőhelye a szubtrópusi vagy trópusi síkvidéki és hegyi esőerdők, mocsári erdők és cserjések. Állandó, nem vonuló faj.

## Megjelenése
Testhossza 10 centiméter.

## Életmódja
Valószínűleg ízeltlábúakkal táplálkozik.

## Természetvédelmi helyzete
Az elterjedési területe nagyon nagy, egyedszáma viszont csökken, de még nem éri el a kritikus szintet. A Természetvédelmi Világszövetség Vörös listáján nem fenyegetett fajként szerepel.